# Magdalene Bußmann
Magdalene Bußmann (* 1946) ist eine deutsche katholische Theologin und Kirchenhistorikerin.

## Leben
Magdalene Bußmann wurde als zweites von sieben Kindern in eine münsterländische katholische Bauernfamilie geboren. Sie studierte Theologie, Geschichte und Soziologie an der Universität Münster, wo sie besonders von dem Fundamentaltheologen Johann Baptist Metz beeindruckt wurde. Mit ihrer 1976 erschienenen Dissertation Theologie und Bauernkrieg: Untersuchungen zur Rezeption theologischer Elemente und deren Auswirkung in Programm und Zielsetzung der Aufständischen von 1524/25 wurde sie von der Universität Münster (Fachbereich katholische Theologie) 1977 zum Dr. theol. promoviert.
Zunächst arbeitete Magdalene Bußmann an verschiedenen Hochschulen als Kirchenhistorikerin. Wegen ihrer Beteiligung an der Initiative Kirche von unten, am Bensberger Kreis und an der Initiative Wir sind Kirche bekam sie zunehmend Schwierigkeiten, ihre Lehrerlaubnis zu behalten, zumal sie auch mit feministischen Themen bekannt wurde.
Darauf arbeitete Magdalene Bußmann in einer Psychiatrischen Klinik, in einem Verlag und in der Universität Essen auf einer ABM-Stelle. Seit 1996 gehört sie zum Vorstand der Leserinitiative Publik-Forum e. V., bei der sie von 2002 bis 2005 als Referentin arbeitete.
1996 heiratete Magdalene Bußmann Heinrich Missalla.

## Werke
- Werden unsere Kinder noch Christen sein?, gemeinsam mit Jürgen Hoeren. Christopherus, Freiburg 1990
- Lebenszeichen gegen den Tod. Für eine humane Welt und eine menschliche Kirche, gemeinsam mit Gottfried Bitter und Heinrich Missalla. Publik-Forum, Oberursel 1991
- Homosexuell. Das Buch für homosexuell Liebende, ihre Angehörigen und ihre Gegner, gemeinsam mit Hans-Georg Wiedemann, Helmut Kentler und Rainer Stuhlmann. Kreuz, Stuttgart 1995